# Jacopo da Sellaio
Jacopo da Sellaio   (Florència, 1442 (Gregorià) - Florència, 21 de novembre de 1493) fou un pintor italià del Renaixement primerenc, actiu en la seva nadiua Florència. El seu nom real era Jacopo di Arcangelo. El renom Sellaio deriva de la professió del seu pare, un baster.
Segons Vasari, Sellaio era un alumne de Filippo Lippi al mateix temps que Sandro Botticelli, qui va esdevenir una influència duradora en ell. Va ingressar a la confraria de pintors florentins Compagnia di San Luca el 1460 i, el 1472, compartia taller amb Biagio d'Antonio. El 1473 va formar una associació amb Filippo di Giuliano que va mantenir fins a la seva mort el 1493. El 1490 Sellaio i Filippo van incorporar un tercer soci, Zanobi di Giovanni. No s'han identificat les obres existents ni de Filippo ni de Zanobi, però el primer s'identifica de vegades amb el pintor anònim conegut com el Mestre de l'Epifania Fiesole.
Avui Sellaio és més conegut per les pintures dels fronts de cassoni o els cofres de casament. El seu encàrrec més famós és el parell Morelli i Nerli de 1472 (actualment a Londres, al Courtauld Institute Gallery), fabricat pel fuster Zanobi di Domenico i pintat en col·laboració amb Biagio d'Antonio. Els tres panells de Sellaio amb la història d’Esther, ara a la Galleria degli Uffizi, a Florència, també pertanyien a un parell de cassoni juntament amb altres dos panells que ara es troben al Museu de Belles Arts de Budapest i al Louvre de París.
Sellaio va produir un gran nombre de plafons devocionals destinats a interiors domèstics, inclosos molts de Jeroni d'Estridó i Joan Baptista. Els seus retaules inclouen dos panells de l'Anunciació de Santa Llúcia de Magnoli, Florència, pintats cap al 1473; una Pietà encarregada el 1483 per a la capella de la Compagnia di San Frediano, anomenada La Brucciata, a l'església del mateix nom florentina (posteriorment al Museu Kaiser Friedrich, Berlín, i destruïda el 1945); i una Crucifixió, pintada entre 1490-93 per a una altra capella de San Frediano, ara a l'església de San Frediano del segle XVII a Cestello, Florència.
El fill de Sellaio, Arcangelo (1477/78-1531), també va ser pintor. Les seves obres eren atribuïdes anteriorment a l'anònim Mestre del Miller Tondo.

## Obres
- 1472 - El Morelli-Nerli Cassone, fusta cassone decorada amb pintures (Courtauld Institute Galleries)[6]
- ca 1473 - Annunciation (església de Santa Lucia dei Magnoli, Florence)
- ca 1475/80 – Història de Cupido i Psique, dos plafons (Museu Fitzwilliam; col·lecció privada)[7]
- 1470s - Madonna i Nen amb Sants Lucy, Sebastian, Joan Baptista i Catherine (Ackland Museu d'Art)[8]
- 1480 - Sant Joan Baptista, (National Gallery of Art)[9]
- 1480s - Sant Jerome i Sant Francis (El Paso Museu d'Art)[10]
- 1483-86 - Pietà amb Sants Fridian i Jerome (anteriorment Museu de Friedrich del Kàiser, Berlín; destruït el 1945)
- 1480/85 - Votive Retaule: La Trinity, la Verge, St. John i Donors (The National Museum of Western Art)[11]
- ca 1485 - Sant Joan Baptista (Museu d'Arts Bons)[12]
- ca 1485 - Madonna i Nen amb l'Infant, Sant Joan Baptista i Assistint a Angel, oli damunt plafó (Fine Arts Museums of San Francisco)[1]
- ca 1485 – La Llegenda de Brutus i Portia, oli damunt plafó (Fine Arts Museums of San Francisco)[13]
- 1480s – La Reconciliació dels Romans i Sabines, tempera i or damunt plafó (Museu d'Art de Filadèlfia)[14]
- ca 1485-90 - Mort d'Eurydice; Eurydice Agafat a Hades; Orpheus que Juga Entre els Animals, tres plafons (Museu Boijmans Furgoneta Beuningen, Rotterdam; Khanenko Museu d'Art, Kiev; Wawel Castell, Cracow)
- ca 1490 – Escenes de la Història d'Esther (Galleria degli Uffizi; Museu de Belles Arts de Budapest; Louvre)[2]
- 1490-93 – Crucifixio amb la Mare de Déu i els sants Fridian, Catherine d'Alexandria, John l'Evangelista, Sebastian, Tobias i l'Àngel i Lawrence (església de San Frediano en Cestello, Florence).